# دوغلاس أرشيبالد كامبل
دوغلاس أرشيبالد كامبل (بالإنجليزية: Douglas Archibald Campbell)‏ هو مدرس نيوزيلندي، ولد في 13 ديسمبر 1906 في دنيدن في نيوزيلندا، وتوفي في 7 مارس 1969.